# Instytut Semantyki Ogólnej
Instytut Semantyki Ogólnej (ang. Institute of General Semantics) – korporacja typu not-for-profit w Stanach Zjednoczonych, założona przez Alfreda Korzybskiego w 1938 roku. Wspiera rozwój semantyki ogólnej. Od 1952 roku Instytut prowadzi spotkania cykliczne pod nazwą Alfred Korzybski Memorial Lecture. Jest wydawcą czasopism ETC: A Review of General Semantics i General Semantics Bulletin oraz newslettera Time-Bindings.